# رولاند باربر
جمال أوروندي باربر المعروف باسم روند باربر (من مواليد 7 أبريل 1975 في مدينة رونوك ) هو لاعب كرة قدم أمريكي متقاعد حاليًا بعد ان قضى اكبلر جزء في حياته بالرياضة التي اعطاها كل اهتمامه. أمضى حياته المهنية بأكملها مع تامبا باي القراصنة، الذي فاز معه بـ Super Bowl XXXVII . وهو الأخ التوأم لتيكي باربر.

## طفولة
التحق باربر بمدرسة Cave Spring High School حيث كان عضوًا في فريق المدرسة لكرة القدم الأمريكية. في هذه تامرحلةفي عمره بالإضافة إلى فريق المصارعة وألعاب المضمار والميدان . تم اختياره كأحد أفضل اللاعبين في المنطقة ثلاث مرات مع فريق كرة القدم الأمريكية لحسن سيرته و بهذا ذاع صيته بهذه المنطقة.
1. ↑  Pro Football Reference (بالإنجليزية), Sports Reference, LLC, QID:Q7246590